# Tipula jordanensis
Tipula jordanensis är en tvåvingeart som beskrevs av Alexander 1949. Tipula jordanensis ingår i släktet Tipula och familjen storharkrankar. Inga underarter finns listade i Catalogue of Life.